# Drosophila quadrum
Drosophila quadrum este o specie de muște din genul Drosophila, familia Drosophilidae. A fost descrisă pentru prima dată de Christian Rudolph Wilhelm Wiedemann în anul 1830. Conform Catalogue of Life specia Drosophila quadrum nu are subspecii cunoscute.